# ساموئل تاروردیان
ساموئل پوغوسی تاروردیان (ارمنی: Սամվել Պողոսի Թարվերդյան؛  زادهٔ ۲۷ اوت ۱۹۳۹) سیاستمدار اهل ارمنستان که از تاریخ ۱۹۹۰ تا تاریخ ۱۹۹۵ سمت نمایندگی دوره اول شورای عالی جمهوری ارمنستان را برعهده داشت.

## زندگی‌نامه
وی در ۲۷ اوت ۱۹۳۹ در یلپین به دنیا آمد و از دانشگاه ملی علوم کشاورزی ارمنستان فارغ‌التحصیل (۱۹۶۱–۱۹۶۶) گشت. همچنین برندهٔ جوایزی همچون نشان آنانیا شیراکاتسی (۲۰۱۰) شده است.

## یادداشت
1. ↑  Գյուղատնտեսական գիտությունների թեկնածու